# Военная полиция Японии
Военная полиция Японии (яп. 警務隊) — обособленное структурное подразделение в составе вооружённых сил Японии.

## История

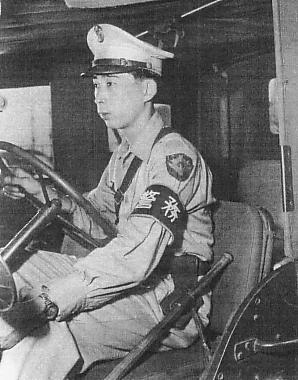
военнослужащий военной полиции Японии, 1954 год

Создание органов военной полиции (кэмпэйтай и токкэйтай) проходило одновременно с созданием вооружённых сил Японской империи. После поражения во Второй мировой войне и капитуляции Японии в сентябре 1945 года Императорская армия Японии (включая находившиеся в её составе подразделения военной полиции) была расформирована. 
10 августа 1950 года был создан резервный полицейский корпус численностью 75 тыс. человек, личный состав которого был вооружён стрелковым оружием, но официально считался сотрудниками японской полиции; в июле 1952 года в составе полицейского корпуса был создан 400-й батальон для выполнения функций военной полиции.
В августе 1952 года резервный полицейский корпус был преобразован в "корпус безопасности" и его численность была увеличена до 110 тыс. человек, а на вооружение подразделений были переданы артиллерийские орудия. 1 августа 1954 года он был преобразован в силы самообороны Японии, а 25 сентября 1954 года в составе вооружённых сил были вновь созданы подразделения военной полиции. 
Личный состав для службы в подразделениях военной полиции отбирали более тщательно и обучали более интенсивно, чем новобранцев пехотных подразделений сухопутных войск (если новобранцы сухопутных войск после зачисления в учебные полки и бригады проходили "курс молодого солдата" по единой стандартной программе, то новобранцы военной полиции и некоторых других специальных подразделений проходили 10-недельный курс повышенной подготовки).
В 1966 году ранее использовавшиеся стальные каски M1 (полученные по программе военной помощи из США) начали заменять на окрашенные в белый цвет стальные каски "66" японского производства.
В связи с изменением организационно-штатной структуры вооружённых сил страны 27 марта 1973 года военная полиция была реорганизована. В 1982 году на вооружение были приняты 9-мм пистолеты SIG Sauer P220, которыми начали заменять ранее находившиеся на вооружении пистолеты Colt M1911A1.
22 апреля 2011 года на базе штабного отряда военной полиции сухопутных войск был сформирован центральный отряд военной полиции.

## Структура

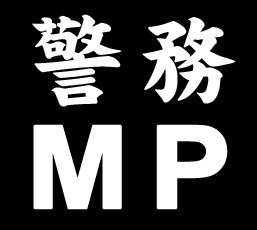
нарукавная повязка сотрудников военной полиции Японии

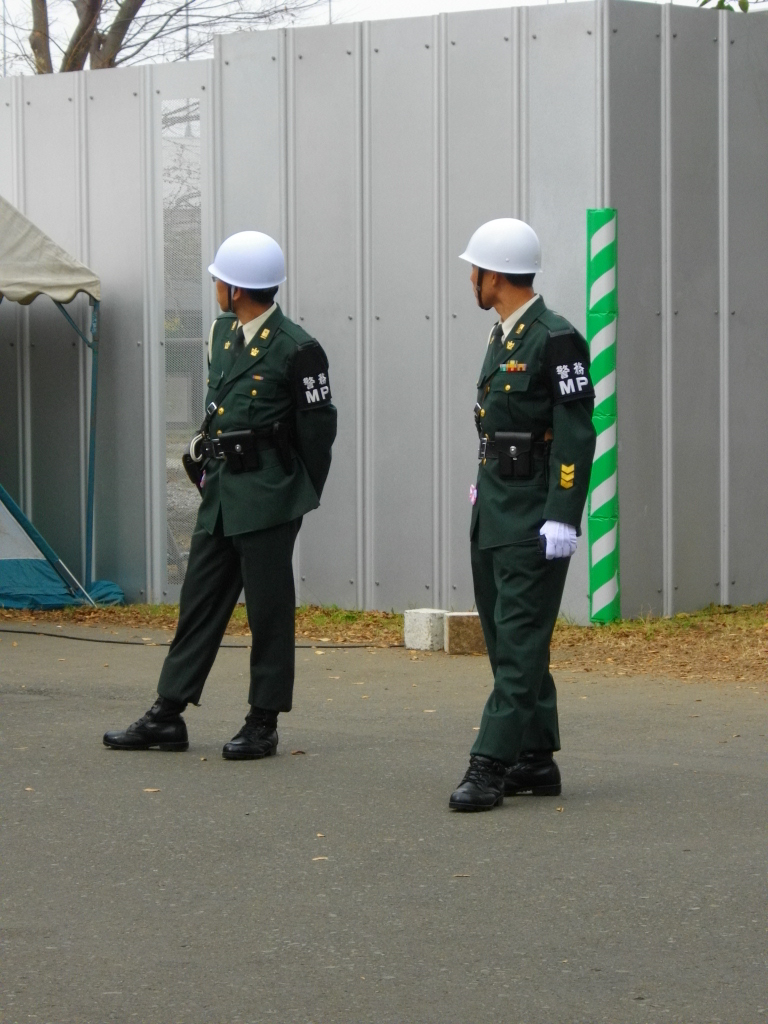
военные полицейские из отряда военной полиции сухопутных сил самообороны Японии

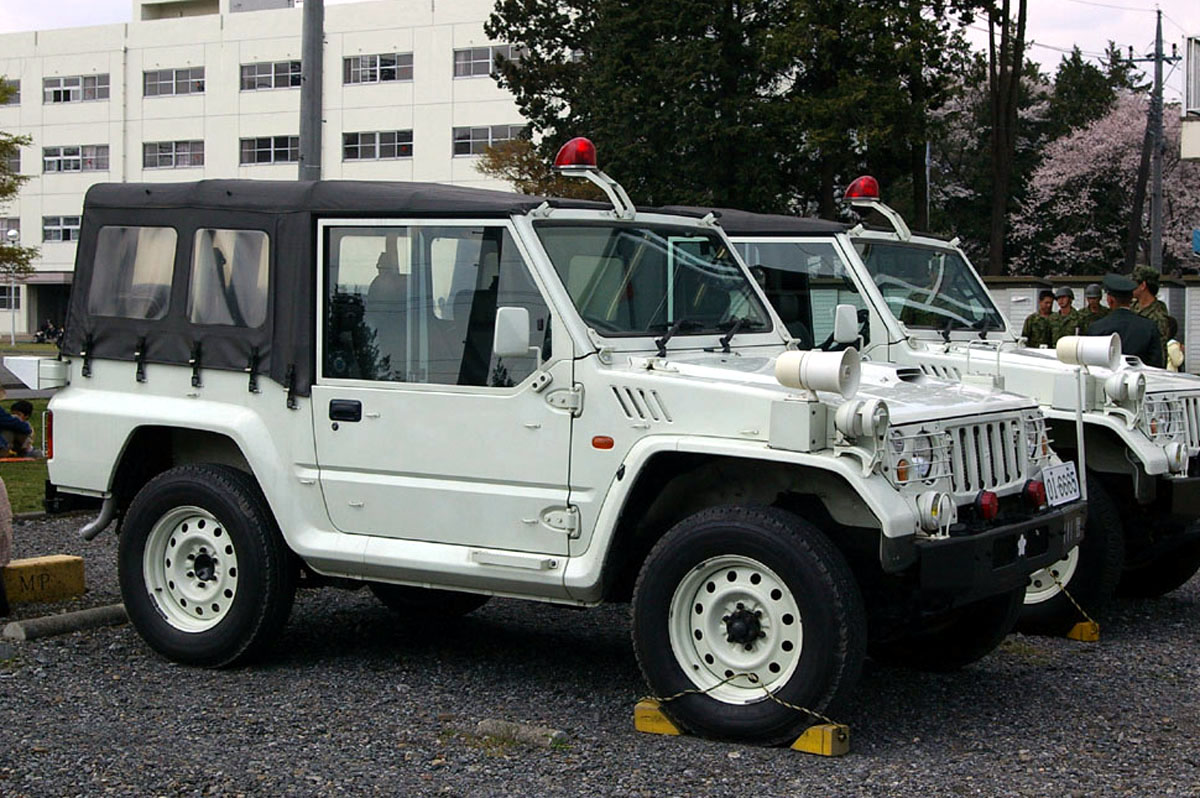
джип "Мицубиси тип 73" военной полиции Японии

Военная полиция состоит из трёх отрядов (по одному в видах вооружённых сил), находящихся в непосредственном подчинении министра обороны Японии.
Отряд военной полиции сухопутных войск включает в себя штаб, центральный отряд и пять батальонов военной полиции (по одному в каждой армии). Штатная категория командира отряда генерал-майор. Общее число военнослужащих 1 500 человек.
Отряд военной полиции военно-воздушных сил включает штаб и 21 группу военной полиции (по одной на авиабазе или в гарнизоне). Штатная категория командира отряда полковник. Общая численность личного состава около 150 человек.
Отряд военной полиции военно-морских сил состоит из штаба, группы военной полиции в Токио, пяти групп военной полиции военно-морских районов и 18 подчинённых им отдельных групп на военно-морских базах, пунктах базирования и авиабазах ВМС. Штатная категория командира отряда капитан 1 ранга. Общее число военнослужащих 140 человек.
Подготовка военных полицейских проводится в училище сухопутных войск "Кодайра" (префектура Токио). Прием осуществляется на конкурсной основе. Срок обучения шесть месяцев для офицеров и унтер-офицеров (старшин) и восемь - для рядового состава. 
Отличительным признаком сотрудника военной полиции является нарукавная повязка чёрного цвета с вышитой белой аббревиатурой MP. Штатное вооружение включает 9-мм пистолет, наручники и полицейскую дубинку, индивидуальное средство связи - малогабаритная УКВ-радиостанция. При выполнении задачи регулирования дорожного движения полицейские используют светящийся жезл и свисток для подачи сигнала.
Транспортный парк военной полиции представлен внедорожниками "Мицубиси тип 73", автомобилями марки "Ниссан" и мотоциклами. Каждое техническое средство имеет свою отличительную окраску белого цвета и оборудуется красным проблесковым маячком и сиреной.